# Paweł Tomczyk
Paweł Tomczyk (Poznań, Polonia, 4 de mayo de 1998) es un futbolista polaco que juega de delantero en el CSM Politehnica Iași de la Liga II rumana.